# Hans Woldemar Schack
Hans Schack (* 3. Juli 1878 in Neustadt bei Coburg; † 15. Februar 1946 in Leipzig; vollständiger Name Hans Woldemar Schack) war ein deutscher Botaniker. Sein botanisches Autorenkürzel lautet „Schack“. Der ausgebildete Jurist war unter anderem Staatsrat des Freistaates Coburg und Richter am Reichsgericht in Leipzig.

## Leben und Wirken

### Kindheit und Ausbildung

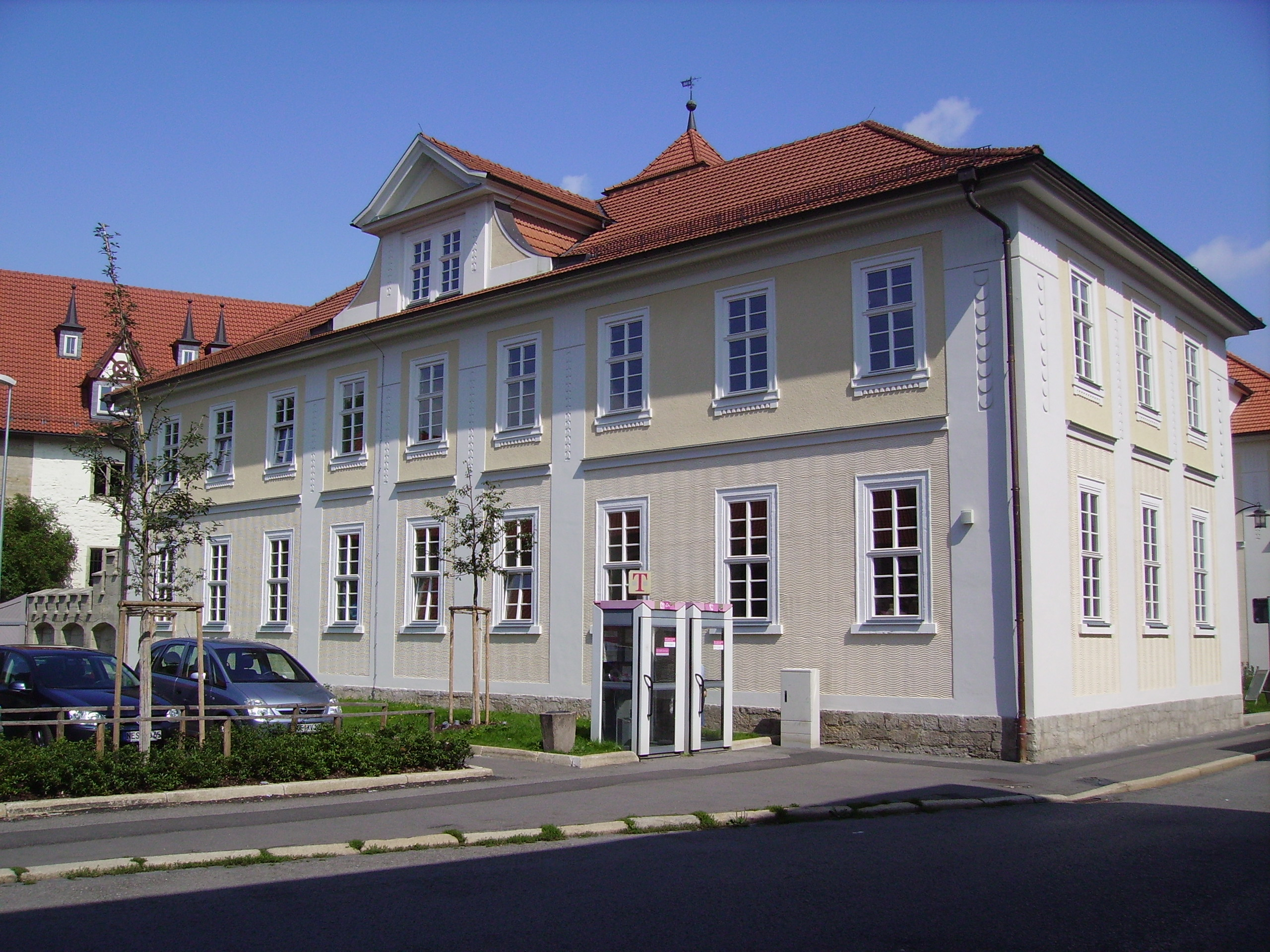
Das Bernhardinum in Meiningen

Hans Schack wurde am 3. Juli 1878 in Neustadt an der Haide im Herzogtum Sachsen-Coburg, dem heutigen Neustadt bei Coburg in Oberfranken, geboren. Er besuchte die Volksschule in Rodach. Danach wechselte er an das Gymnasium Bernhardinum in Meiningen, wo er Ostern 1899 das Abitur ablegte. Im Anschluss studierte er sechs Semester Rechtswissenschaften an der Universität Jena und legte am 12. Juli 1902 die erste juristische Staatsprüfung ab. In Jena wurde er 1899 Mitglied der Burschenschaft Arminia auf dem Burgkeller. Von 1902 bis 1906 war er – als Vorbereitungsdienst für den Höheren Justizdienst des Herzogtums Sachsen-Coburg und Gotha – Referendar am Amtsgericht in Neustadt, an den Landgerichten von Meiningen und Gotha, am Landratsamt auf Schloss Tenneberg sowie am Oberlandesgericht Jena und legte in Jena am 1. Februar 1907 mit der Note gut erfolgreich die Prüfung für den höheren Justizdienst ab. Schack wurde am 16. April 1907 von der Juristischen Fakultät der Universität Jena zum Dr. jur. promoviert; seine unter Leitung von Professor Rosenthal verfasste Dissertation trug den Titel Die Haftung der Vorstandsmitglieder der Aktiengesellschaft.

### Karriere in Justiz und Politik
Nach der Promotion war Hans Schack als Rechtsanwalt in Gotha tätig und trat 1908 in eine Anwaltskanzlei in Coburg ein; am 1. April 1914 wechselte er als Amtsrichter am Amtsgericht Coburg in den staatlichen Justizdienst.
Schack zeigte großes Engagement im öffentlichen Leben und der Politik in Stadt und Land von Coburg. Er war im November 1918 einer der Gründer der Deutschen Demokratischen Partei (DDP) für Sachsen-Coburg. Schack zog nach der Wahl vom 9. Februar 1919 als Kandidat der DDP auf der Einheitsliste der bürgerlichen Parteien in die Coburger Landesversammlung ein. Nach der Abdankung des Herzogs Carl Eduard von Sachsen-Coburg stand der Freistaat Coburg vor der Entscheidung, sich Thüringen oder Bayern anzuschließen. Schack war einer der Befürworter der Loslösung Sachsen-Coburgs von Gotha und der Vereinigung mit dem Freistaat Bayern. Er nahm an den Verhandlungen mit Bayern teil, formulierte die Coburger Wünsche und beeinflusste alle rechtlichen Abwägungen über die staatliche Zukunft Coburgs zu dieser Zeit. Am 11. Juli 1919 wurde er Staatsrat in der Landesregierung Coburgs und am 7. April 1940 Amtsgerichtsrat in Coburg. Nach der im Zuge einer Volksbefragung am 1. Juli 1920 vollzogenen Angliederung Coburgs an den Freistaat Bayern war Schack einer der drei Coburger Abgeordneten, die in den Bayerischen Landtag einzogen. Wenige Monate später musste er diesen Sitz nach einer Nachwahl zum Bayerischen Landtag wieder abgeben.
Zu Schacks Engagement im öffentlichen Leben Coburgs zählt sein Eintreten für die Einrichtung einer Landesstiftung, deren Aufbau er im Jahr 1919 maßgeblich vorantrieb und die die kulturellen Besitztümer des Herzoghauses mit Kunst-, Altertums- und naturwissenschaftlichen Sammlungen sowie weiteren Kulturbesitz der Veste Coburg und von Schlössern und Museen aufnehmen sollte. Damit sollte die Kulturgeschichte des aufgelösten Coburger Staatswesens dem Coburger Land als Kulturerbe erhalten bleiben. Von 1919 bis 1930 war Schack Vorstand der Coburger Landesstiftung. In diese Zeit fiel die Phase der Erneuerung und des aufwendigen Ausbaus der Veste Coburg und ihrer Kunstsammlungen. Am 1. November 1920 folgte er der Berufung zum Landgerichtsdirektor des neu eingerichteten Landgerichts Coburg. Ab 1. Februar 1930 bis 1945 war Schack Richter am Reichsgericht in Leipzig, dem damals höchsten deutschen Gerichtshof. Er arbeitete als Reichsgerichtsrat im VII. Zivilsenat des Reichsgerichts. Aufgrund einer bereits 1934 bemerkbaren schweren Erkrankung war Schack zu mehreren Kuraufenthalten in Bad Steben, Bad Schandau, Bad Wörishofen und Bad Faulenbach bei Füssen gezwungen.
Schack trat zum 1. Mai 1937 der NSDAP (Mitgliedsnummer 5.823.940):S. 30 bei. Führende Funktionen hat er in der Partei nicht ausgeführt. Am 15. Februar 1946 starb er im Alter von 67 Jahren in Leipzig; seinem Willen entsprechend wurde er in Meiningen bestattet.

### Wirken als Botaniker
Bereits 1904 wurde Hans Schack Mitglied des Thüringischen Botanischen Vereins. Ab 1910 pflegte er kontinuierliche Korrespondenz mit Joseph Bornmüller, dem Kustos am Herbarium Haussknecht in Weimar, der ihn unterstützte und ihm Literatur zukommen ließ. 1925 erstellte Schack mit seinem Werk Flora der Gefäßpflanzen von Coburg und Umgebung die erste Übersichtsflora des Coburger Raumes einschließlich benachbarter Gebiete wie Haßberge, oberes Werragebiet, Grabfeld und nördlicher Frankenjura. Er ergänzte diese Flora 1926 durch einen Nachtrag.
Zunehmend lenkte Schack sein botanisches Interesse auf die artenreichen Pflanzengattungen der Habichtskräuter (Hieracium) und Rubus, beschränkte sich dabei allerdings weiterhin auf den regionalen Bezug der Gebiete Frankens und Thüringens. Eine Anregung für ihn war die von Karl Hermann Zahn verfasste Monographie der Gattung Hieracium, die in Adolf Englers monumentalem Werk Das Pflanzenreich 1921 bis 1923 erschien. Einfluss auf ihn übten auch weitere Veröffentlichungen Zahns, daneben die Gebietsbearbeitungen für Bamberg von Kurt Harz (1914, 1925 und 1927) sowie die für den Kissinger Raum von Karl Touton (1925) aus. Nach heutigen taxonomischen Erkenntnissen umfasst die Gattung der Habichtskräuter um die 850 bis 1000 Arten, die Gattung Rubus sogar mehrere tausend Arten.
Auf einer gemeinsamen Exkursion mit Bornmüller im Herbst 1928 wurde die Gegend von Lichtenfels und Kulmbach erkundet, und Schack entschloss sich, alle in Thüringen und Franken bislang bestimmten Hieracien zu veröffentlichen. Die Nachbestimmung der Pflanzen übernahm Karl Herrmann Zahn, der unter der jahrelangen Verzögerung des Abdruckes seines Beitrages in der Synopsis der Mitteleuropäischen Flora litt und die Gelegenheit zur anderweitigen Veröffentlichung eigener Forschungsergebnisse gerne ergriff. Durch zahlreiche Exkursionen kamen tausende gesammelte Hieracium-Pflanzenexemplare zusammen, die als Herbarbelege in den Privatherbarien von Schack und Bornmüller aufbewahrt wurden. Während einer Exkursion im Juni 1929 traf Schack zufällig auf den Thüringer Botaniker Werner Rothmaler, mit dem er fortan zeitlebens in Verbindung blieb. Bei der Veröffentlichung der Studienergebnisse verzichtete Bornmüller auf die Nennung als Zweitautor neben Schack, da er seinen eigenen Arbeitsbeitrag als gering ansah.
Zunehmend nutzte Schack seine Urlaubsreisen zum Pflanzensammeln und baute so seine botanischen Kenntnisse weiter aus. Das Riesengebirge, Bayern und der Alpenraum (vor allem Kärnten, Tirol und Vorarlberg) sowie Liechtenstein wurden weitere geographische Schwerpunkte für seine Studien an Habichtskräutern. Zahlreiche Reisen dieser Art zwischen 1926 und 1943 sind durch Herbaraufzeichnungen belegt. Auf vielen seiner Alpenreisen begleiteten ihn seine Freunde Georg Kükenthal (Superintendent von Coburg, gleichzeitig aber auf die Sauergrasgewächse (Cyperaceae) spezialisierter Botaniker) und Johann Schwimmer aus Bregenz.
1934 veröffentlichten Schack und Schwimmer die Ergebnisse ihrer gemeinsamen Exkursionen im umfangreichen Werk Flora der Habichtskräuter des Fürstentums Liechtenstein. Weitere Werke zu den Habichtskräutern veröffentlichte Schack 1934 und 1936 in Feddes Repertorium, 1934 und 1941 in den Berichten der Bayerischen Botanischen Gesellschaft, 1937 in Hercynia sowie 1937 und 1943 in den Mitteilungen des Thüringischen Botanischen Vereins.
In Schacks Schriften zwischen 1930 und 1943 wurden rund 120 Sippen in der Gattung Hieracium neu beschrieben; die meisten dieser Veröffentlichungen erfolgten gemeinsam mit Karl Hermann Zahn. Weitere zirka 30 Sippen der Gattung, die Zahn in seiner Synopsis der Mitteleuropäischen Flora veröffentlichte, wurden von Schack selbst erkannt oder waren zumindest auf seinem Pflanzenmaterial begründet.
Schack hatte sich von 1925 bis 1933 ein 6000 Belege umfassendes Herbar zur Gattung der Habichtskräuter angelegt, das eine der bedeutendsten Kollektionen zu dieser Gattung darstellte. Schack pflegte Tauschverbindungen mit den beiden Weimarer Botanikern Joseph Bornmüller und Werner Rothmaler, mit Rudolf Baschant in Halle, mit G. Samuelsson in Stockholm, F. Käser in Zürich sowie mit dem Berliner Botanischen Tauschverein. 1933 übergab Schack sein Herbar zur Gattung Hieracium an das Botanische Museum Berlin-Dahlem. In den Jahren danach sammelte Schack weiter Habichtskraut-Belege; so entstand eine zweite über 6000 Belege umfassende Hieracium-Sammlung, die er 1942 an die Bayerische Botanische Gesellschaft in München abgab. Schack war seit 1923 Mitglied dieser Gesellschaft.
Schack galt neben Zahn als ein weiterer hervorragender Experte zur Gattung Hieracium und erhielt viele Sendungen von Botanikern wie Bornmüller und Rothmaler zur Bestimmung.
Neben seinem Hauptforschungsgebiet, den Habichtskräutern, widmete sich Schack zudem der komplexen Gattung Rubus. Das Interesse für diese Gattung teilte er mit seinem Freund Georg Kükenthal. Bereits 1930 veröffentlichte Schack einen größeren Beitrag zur Brombeerflora Frankens und Thüringens; weitere kleinere Beiträge zur Gattung Rubus erschienen 1933 und 1939 in den Mitteilungen des Thüringer Botanischen Vereins.
Schack war in seinen späteren Wirkungsjahren wissenschaftlicher Betreuer des Exsikkatenwerkes Herbarium Hieraciorum von Otto Behr aus Forst.
Ein fortschreitendes Augenleiden erschwerte ihm zunehmend die Arbeit der Pflanzenbestimmung. 1944 lehnte er unter anderem aus gesundheitlichen Gründen das Angebot Rothmalers ab, den Beitrag zur Gattung Hieracium in dessen Werk Flora von Europa zu schreiben. Zudem glaubte er damals, dass der an das Botanische Museum Berlin-Dahlem abgegebene Teil seines Hieracien-Herbars einem Brand 1943 zum Opfer gefallen war; dies sollte sich erst später als falsch herausstellen, da Schacks Belege zu der Zeit glücklicherweise ausgelagert waren.

## Familie
Der Vater Dr. Gustav Schack war Assessor beim Justizamt von Neustadt und später Landgerichtsrat in Meiningen. Seine Mutter war Lina Schack, geborene Döll. In der ersten Ehe war er mit Klara Heil verheiratet, in der zweiten mit Elsa Krafft. Er hatte drei Söhne, die im Zweiten Weltkrieg fielen, der jüngste Jonas im 18. Lebensjahr am 15. März 1945.:S. 32

## Ehrungen
Karl Hermann Zahn benannte die Unterart Hieracium murorum subsp. schackii zu Schacks Ehren.
Im Treppenhaus des Coburger Rathauses ist Schacks Name für seine Verdienste beim Anschluss von Coburg an Bayern auf einer Bronzetafel vermerkt, daneben wurde eine Straße in Coburg und Neustadt bei Coburg nach ihm benannt.